# Maria Guyomar de Pinha
Maria Guyomar de Pina (em tailandês:  มารีอา กียูมาร์ ดึ ปีญา; 1664 - 1728; também conhecida como Maria Guiomar de Pina, Dona Maria del Pifia ou como Marie Guimar e Madame Constance em francês), Thao Thong Kip Ma (em tailandês:  ท้าวทองกีบม้า), era uma mulher siamesa de ascendência mista japonesa-portuguesa-bengali que viveu em Ayutthaya no século XVII. Ela casou-se com o aventureiro grego Constantine Phaulkon.
Maria Guyomar é conhecida na Tailândia por introduzir novas receitas de sobremesas na culinária siamesa na corte de Aiutaia. Alguns dos seus pratos foram influenciados pela cozinha portuguesa, especialmente os doces à base de gema de ovo, como os foi thong ("fios de ouro") e o sangkhaya.

## Biografia

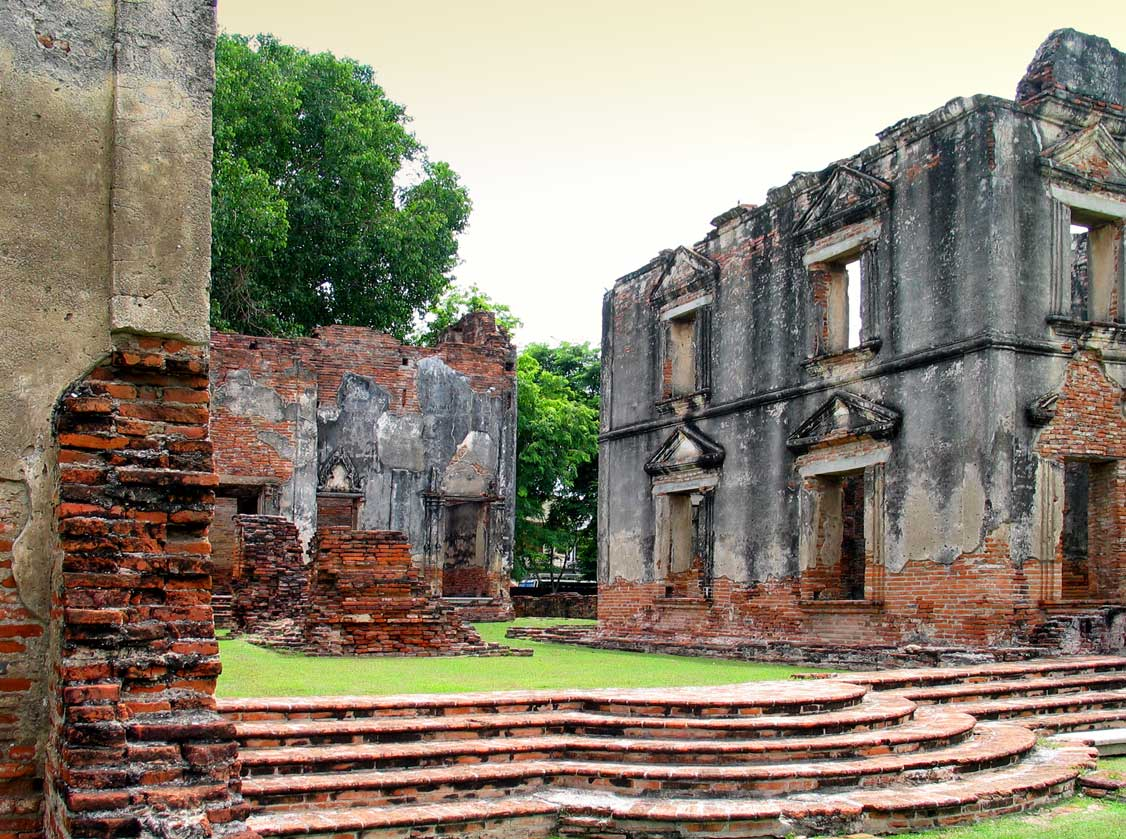
Residência de Constantine Phaulkon e Maria Guyomar de Pinha (Baan Vichayen), em Lopburi, Tailândia.

Maria nasceu em Ayutthaya durante o reinado do rei Narai . A sua mãe era uma mulher japonesa, chamada Ursula Yamada, cuja família havia emigrado para a Tailândia após a repressão ao Cristianismo no Japão. O seu pai, Fanik Guyomar (também Phanik Guimar), da colónia portuguesa de Goa, era um cristão bengali de ascendência mista portuguesa e japonesa.
Maria Guyomar foi criada como católica. Em 1682, Maria casou-se com Constantine Phaulkon após este abandonar o anglicanismo e converter-se ao catolicismo. Tiveram dois filhos, George "Jorge" Phaulkon e Constantin "João" Phaulkon, e viveram uma vida de riqueza quando Phaulkon se tornou altamente influente na corte real do rei Narai.
Durante o período de reaproximação entre a França e a corte siamesa, Maria Guyomar de Pinha, junto com seu marido Phaulkon, recebeu a promessa de proteção francesa ao ser enobrecida condessa da França. Durante a revolução siamesa de 1688, após a execução de seu marido em 5 de Junho, ela conseguiu fugir de Aiutaia com a ajuda de um oficial francês chamado Sieur de Sainte-Marie e refugiou-se com as tropas francesas em Bangkok em 4 de Outubro, mas o comandante do forte francês, o general Desfarges devolveu-a aos siameses sob pressão do novo governante, o usurpador Phetracha, para a troca de reféns em 18 de Outubro.
Apesar das promessas feitas a respeito da sua segurança, foi condenada à escravidão perpétua nas cozinhas de Phetracha até à sua morte em 1703, mas permaneceu e tornou-se a chefe do pessoal da cozinha real.
Um dos seus filhos, Jorge, tornou-se funcionário menor da corte siamesa. O seu segundo filho, João, ficou conhecido por ter sido encarregue pelo Príncipe Phon da construção de um órgão alemão para o palácio real. De acordo com fontes missionárias francesas, ele chamava-se Racha Mantri e era ao mesmo tempo supervisor dos cristãos em Aiutaia e o oficial encarregado dos depósitos reais.
Mais tarde, Maria, juntamente com a nora Louisa Passagna (viúva de João), continuou a processar a Companhia Francesa das Índias Orientais para reaver o dinheiro que o seu marido Phaulkon emprestara à empresa. O seu direito foi reconhecido em 1717 por decreto do Conselho de Estado da França, que lhe concedeu uma pensão de alimentos. Maria morreu em 1728.

## Sobremesas tailandesas

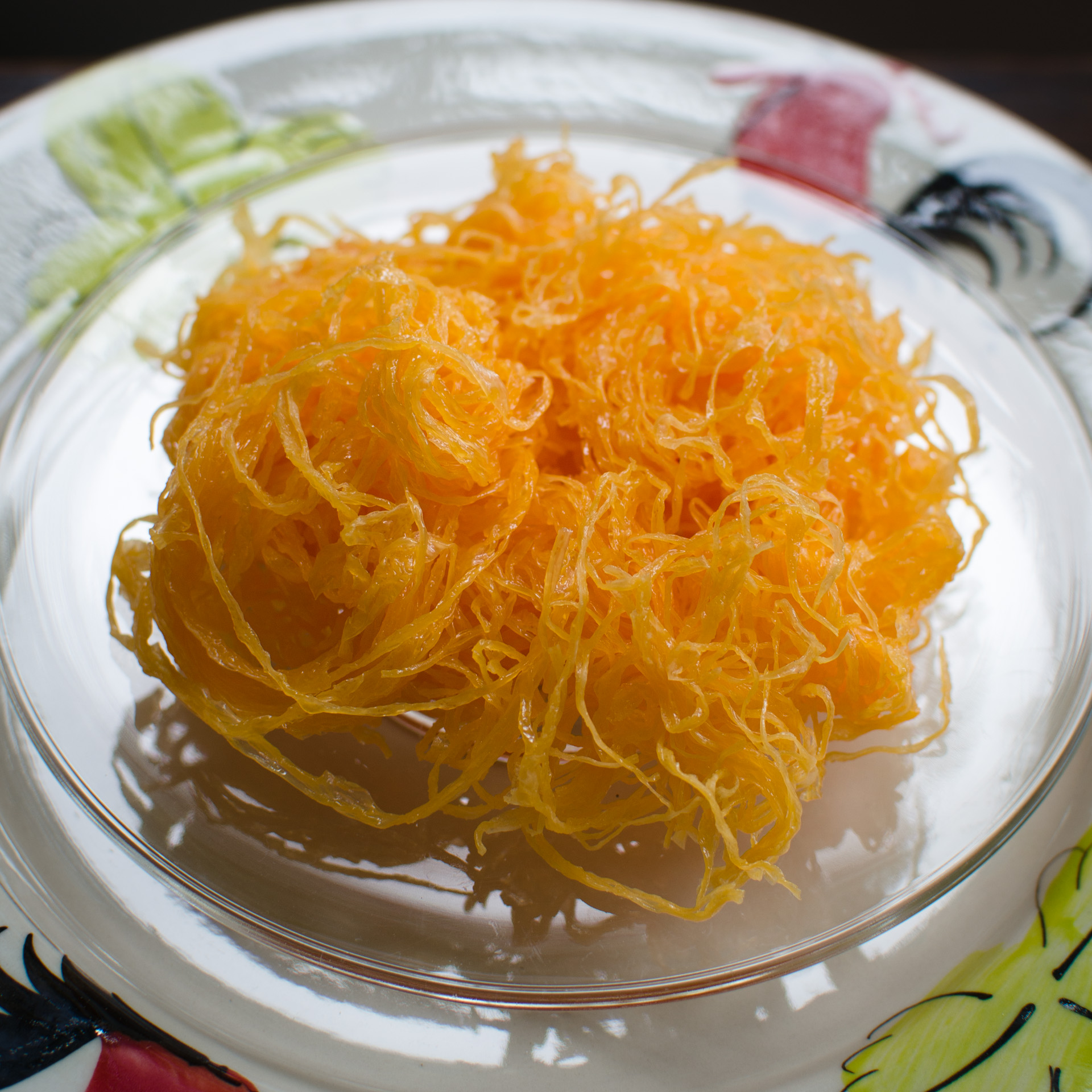
Foi thong (semelhante aos fios de ovos portugueses), uma das várias sobremesas introduzidas na cozinha tailandesa por Maria Guyomar

Maria Guyomar assumiu o cargo de cozinheira do palácio no período do rei Narai e introduziu muitas novas sobremesas na culinária siamesa, como <i>curry puff</i>, <i>Khanom mo kaeng</i>, <i>Thong muan</i>, <i>Thong yot</i>, <i>Thong yip</i>, Foi thong, <i>Sangkaya</i> e <i>Khanom phing</i>. Essas sobremesas foram apresentadas e servidas ao rei Narai e sua filha, a princesa Sudawadi, que as apreciou e as promoveu. Khun Luang Ha Wat ou King Uthumphon disse que as sobremesas eram distribuídas e vendidas no mercado na área de Pa-Khanom. Após o sucesso das novas sobremesas do palácio, alguns nobres pediram para aprender as receitas. Muitas das suas sobremesas eram amarelas como ouro, uma cor considerada auspiciosa e agradável na tradição siamesa. Assim, as sobremesas que Maria introduziu foram amplamente popularizadas.
Os Arquivos Históricos da Arquidiocese de Bangkok mencionam que, embora ela tenha introduzido alguns ingredientes locais siameses, os doces de Maria baseavam-se principalmente nas sobremesas tradicionais portuguesas. As sobremesas tailandesas originais tinham farinha, açúcar ou açúcar de palma e coco como os ingredientes principais e a Maria é-lhe atribuída a introdução do ovo em gema, o açúcar refinado, o amido de soja e o amido de mandioca, bem como as nozes, nas suas sobremesas. O cabelo de anjo ou fios de ovos, também conhecido em tailandês como Foi Thong, são fios de ovo onde as gemas são estiradas em finas tiras e fervidas em calda de açúcar. A seguir, Thong Yip, que é um doce de ovo, foi desenvolvido a partir da trouxa de ovos, mas o aspecto exterior é diferente: o primeiro é pregueado e o segundo é enrolado. Além disso, <i>Khanom mo kaeng</i> é um doce feito de farinha de ovo e leite de coco semelhante à tigelada, um doce tradicional português que tem amêndoa enrolada como ingrediente principal. Durante o período do Rei Narai, uma versão conhecida como Khanom kumphamat (em tailandês:  ขนมกุมภมาศ) foi servido ao rei numa panela feita de metal precioso. 
Há, no entanto, algumas divergências sobre o papel de Maria na popularização das sobremesas. Pridi Phitphumwithi afirmou que alguns dos tipos de sobremesa atribuídos a Maria já eram conhecidos pelo povo siamês. Recebiam o nome de “doces conventuais” porque eram cozinhados pelas freiras em conventos portugueses. Outros críticos afirmam que, embora uma grande variedade de sobremesas siamesas tenha sido inventada por Maria, apenas dois tipos de sobremesa - Foi thong e <i>Thong yip</i> - podem ser totalmente considerados fruto de sua própria habilidade.

## Cultura popular
O papel de Maria Guyomar é apresentado no drama histórico da série de TV Love Destiny (título original Bupphesanniwat ). Ela é interpretada pela atriz anglo-tailandesa Susira "Susi" Naenna .